# Reddit
O Reddit (estilizado como reddit, contração do inglês: "read it", "li isto") é um agregador social de notícias ou um social bookmarks. O Reddit é dividido em várias comunidades chamadas de "subreddits". São nesses subreddits que reside o conteúdo do site. Há subreddits sobre política americana ou internacional, notícias, religião, ciência, filmes, livros, jogos eletrônicos, entre outros diferentes tópicos. Os usuários podem divulgar conteúdo da Internet como links, postagens, imagens e vídeos, e os usuários votam de forma positiva ou negativa nos conteúdos divulgados. Caso o conteúdo enviado para a comunidade receba muitos votos positivos, esse conteúdo fica no topo da página inicial do subreddit, podendo chegar na página inicial do próprio Reddit.
Fundado por Steve Huffman e Alexis Ohanian em 2005, o site foi adquirido pela Condé Nast Publications em outubro de 2006. Em Setembro de 2011 ganhou autonomia, apesar da holding da Condé Nast ainda ter controle acionário.  Em Outubro de 2014, o Reddit recebeu US$50 milhões em uma rodada de investimentos, liderada por Sam Altman, que incluía personalidades como Marc Andreessen, Peter Thiel, Snoop Dogg e Jared Leto. Em Julho de 2017, o site recebeu outra rodada de investimentos, de US$ 200 milhões, colocando o valor do site em US$ 1,8 bilhão de dólares. A Advance Publications ainda continua como sócia majoritária do site. Em 2019, uma rodada de investimentos da chinesa Tencent colocou o valor do site em US$3 bilhões. Em agosto de 2021, uma nova rodada de investimentos de US$ 700 milhões liderada pela Fidelity Investments fez com que a valorização do Reddit fosse de US$ 10 bilhões.

## Visão geral
O nome Reddit é um jogo de palavras com a frase "read it" (leia isso, em português). 
O site oferece um conjunto de entradas criadas por usuários registrados e é semelhante a um fórum no estilo BBS. O conteúdo é dividido em várias categorias ou áreas de interesse, que podem ser criadas pelos usuários, chamadas de "subreddits", que são como sub-comunidades voltadas a temas específicos, tais como a programação, ciência, política etc. Há dezenas de milhares de subreddits, e novos subreddits podem ser criados pelos usuários do Reddit. Todos os conteúdos publicados devem ser direcionados a um subreddit que aceite esse tipo de conteúdo.
O registro de conta é gratuito. Nem mesmo é obrigatório o fornecimento de uma conta de e-mail. Os usuários conectados, chamados de redditors, podem publicar atalhos e comentários; e podem também votar contra ou a favor de determinada publicação. O número de votos determina a posição das publicações nas páginas do site, aumentando ou diminuindo sua visibilidade.
Cada subreddit possui uma página inicial, chamada de frontpage, que mostra tanto as publicações mais recentes, quanto as que tiveram bastantes votos pelos usuários. Cada publicação pode receber comentários, e cada comentário tem sua própria cadeia de comentários. Tanto as publicações quanto os comentários podem ser votados pelo usuários do Reddit, chamados de upvote (voto para cima, positivo) e downvote (voto para baixo, negativo)
Os administradores do Reddit normalmente não moderam as comunidades diretamente; ao invés disso, cada subreddit possui moderadores que aplicam as regras daquele subreddit, além das regras básicas estabelecidas pelos termos de serviço do Reddit.

## Tecnologia
Foi originalmente escrito em Lisp, sendo completamente reescrito para Python em 2005. As razões para a mudança foram maior desempenho, maior disponibilidade de bibliotecas e maior flexibilidade de desenvolvimento. O Web Framework em Python, que o antigo empregado do Reddit, Aaron Swartz, desenvolveu para o site, web.py, é agora um projeto open-source. Atualmente roda sob o Web Framework Pylons.
Os servidores rodam com sistema operacional Debian GNU/Linux e com os servidores HTTP Lighttpd e proxy HAProxy.

### Código Aberto
O código do Reddit era código aberto com exceção das tecnologias anti-spam (trapaças). Todo o código e bibliotecas escritos para o Reddit eram disponíveis livremente na página "Fixxit". Mas o repositório de código está desatualizado desde 2017.

## História
O Reddit foi fundado por Steve Huffman e Alexis Ohanian em 2005, na época com 22 anos, graduados na Universidade da Virgínia. Reddit ganhou esse nome de Ohanian, enquanto navegava pela biblioteca da Universidade da Virgínia. É uma forma reduzida de "read it" (leia), que é geralmente pronunciado no passado como "I have read it" (eu li). Receberam o financiamento inicial da firma Y Combinator (companhia). A equipe expandiu-se para incluir Christopher Slowe e Aaron Swartz em 2005. Aaron Swartz juntou-se mais tarde em Janeiro de 2006, como parte da fusão da companhia com Swartz's Infogami. A fusão das companhias ficou conhecido como não-um-bug ("Not a Bug"). Condé Nast Publications, proprietário da Wired, adquiriu a companhia Not a Bug em 31 de Outubro de 2006. No fim de 2008, a equipe cresceu ao incluir Erik Martin, Jeremy Edberg,  David King, e Mike Schiraldi. Em 2009, Huffman e Ohanian saíram para formar a Hipmunk, recrutando Slowe e King pouco tempo depois.
Em julho de 2010, após um crescimento explosivo do tráfego, foi introduzido o Reddit Gold, oferecendo novas funcionalidades por um preço. O rendimento e a audiência deram a aprovação para comprar mais servidores e empregar mais pessoas.
Em 11 de janeiro de 2012 o Reddit anunciou que estaria participando de um apagão de 12 horas em protesto contra o Stop Online Piracy Act. O apagão ocorreu em 18 de janeiro e coincidiu com os apagões da Wikipédia e vários outros websites.
Yishan Wong juntou-se ao Reddit em 2012, mas deixou a posição de CEO em 2014, citando desacordos sobre a mudança da sede da empresa de São Francisco para Daly City. Ellen Pao tornou-se diretora executiva (CEO) interina do Reddit em 2014, mas saiu em 2015 após repercussão negativa das decisões de Ellen Pao, incluindo a demissão de uma funcionária querida pelos usuários. Muitos moderadores de comunidades no Reddit fecharam suas comunidades em protesto, mas outros usuários fizeram comentários odiosos e sexistas à Ellen.
Após 5 anos fora da empresa que fundaram, Ohanian e Huffman retornaram a postos de liderança dentro do Reddit. Durante esse período, os apps para iOS e Android foram lançados, e um novo design foi criado para o site.
Em 1 de agosto de 2018, Reddit anunciou um roubo de dados por um hacker que conseguiu acesso a eles, incluindo um banco de dados do ano de 2007 contendo e-mails e senhas em "hash" dos seus usuários.

## Comunidade e cultura
O website é conhecido por sua natureza aberta e pela diversificada comunidade que geram seu conteúdo. Sua demografia permite amplas áreas temáticas, ou subreddits principais, que recebem muita atenção, bem como a capacidade para subreddits menores para servir a mais propósitos de nicho. As possibilidades que os subreddits fornecem criam novas oportunidades para aumentar a visibilidade e promover o debate em muitas áreas não tem igual. Ao ganhar popularidade em termos de usuários únicos por dia, tem sido uma plataforma para muitos elevarem a publicidade para uma variedade de causas. E com essa elevada capacidade de atrair a atenção e com um grande público, os usuários podem usar uma das maiores comunidades na Internet para propósitos novos, revolucionários e influentes.
Sua popularidade permitiu aos usuários tirar vantagens sem precedentes de uma comunidade tão grande. Seu sistema de avaliação social e triagem inovador conduz um método que é útil para o cumprimento de determinadas metas de audiência ou simplesmente encontrar respostas às perguntas interessantes. Sentimentos de usuário sobre a função do site e estrutura incluem sentimentos sobre a amplitude e a profundidade das discussões e como o site torna mais fácil descobrir novos e interessantes itens. Quase todas as opiniões de usuários na Alexa.com, que o classifica com o tráfego mensal de 125º lugar nos Estados Unidos, mencionam o "bom conteúdo" como uma qualidade agradável. No entanto, outros levantam aspectos negativos do potencial das comunidades possuírem uma "mente da colmeia" de algum tipo, incorporando alguns aspectos negativos das teorias de interação de grupo como a psicologia de multidões e consciência coletiva. Na história recente tem sido conhecido como o instigador de vários projetos de grande escala, alguns a curto e outros a longo prazo, a fim de beneficiar os outros. Uma seleção de grandes eventos são descritos abaixo:
- No início de dezembro de 2010, membros da subreddit cristã decidiram realizar uma caridade[38] e mais tarde membros da subreddit ateísta decidiram iniciar uma competição amigável,[39] promoção cruzada[40] de levantamento de fundos para as organizações Médicos sem Fronteiras e World Vision (para água limpa). Mais tarde, o subreddit Islã aderiu à campanha, arrecadando dinheiro para a Islamic Relief. Em menos de uma semana, as três comunidades (assim como a comunidade Reddit em geral) arrecadaram mais de US$ 200.000. A maior parte deste foi levantada pelo subreddit ateísta,[41] embora o subreddit cristão tivesse uma quantidade maior de doação por assinante.
- Seus usuários doaram US$ 185,356.70 para o Direct Relief International para o Haiti depois do terremoto que devastou a ilha em Janeiro de 2010.[42]
- Usuários doaram acima de US$ 70,000 para o Faraja Orphanage nas primeiras 24 horas para ajudar a segurança dos orfãos e a proteger o orfanato depois de intrusos roubarem e atacarem um dos voluntários, Omari, que sobreviveu a um ataque de facão na cabeça.[43]

### Subreddits controversos
Diversos subreddits são percebidos como ofensivos, incluindo fóruns dedicados ao jailbait e figuras de corpos mortos. Diversos desses subreddits foram foco de uma edição do Anderson Cooper 360 em Setembro de 2011. No entanto, "o conteúdo sugestivo ou sexual com menores" não foi explicitamente proibido até fevereiro de 2012, depois de membros do fórum Something Awful planejarem enviar correspondência para "Associações de Pais e Mestres, políticos, igrejas, meios de comunicação e do FBI” sobre tais subreddits. Mais recentemente, uma série de subreddits controversos vem sendo deletados por quebrar as regras gerais do reddit numa tentativa de diminuir a quantidade de comunidades que glorificam e incitam a violência.

## Premiações
Em maio de 2010 foi nomeado em Lead411's na lista “Empresas mais quentes de São Francisco em 2012”.